# 阿克羅伊德角
70°46′S 166°47′E / 70.767°S 166.783°E
阿克羅伊德角是南極洲的海岬，位於維多利亞地北岸，處於奧瓦拉冰川以東的尤爾灣南部，該海岬根據美國地質調查局的測量和美國海軍的空中照片被繪入地圖。